# لاست إف إم
لاست أف أم (بالإنجليزية: Last.fm)‏، هي خدمة سماع أغاني مركزها المملكة المتحدة. بلغ عدد المسجلين بها 40 مليون من 160 دولة. يستعمل الموقع خدمة استشارية تسمى بال«أوديو سكروبلر» (بالإنجليزية: Audioscrobbbler)‏ تعمل مع مشغل الصوت في الحاسوب أو الهاتف المحمول من أجل معرفة ذوق المستخدم ونصحه بسماع أغاني أخرى قد تروق له. كما بأمكان المستخدم سماع الراديو الخاص بالموقع أو تحويل الموسيقى المسموعة في برامج أخرى مشابهة مثل «سبوتيفاير» (بالإنجليزية: Spotifyer)‏ و«أماروك» (بالإنجليزية: Amarok)‏ باستخدام برامج مساعدة. كما يقدم الموقع بالإضافة إلى ذلك خدمة الشبكة الاجتماعية.